# イェロギオフ・アヴェロフ (装甲巡洋艦)
| 写真は記念艦となった 「イェロギオフ・アヴェロフ」 | |
| 艦歴                                              | |
| 発注                                              | オルランド社、リヴォルノ造船所 |
| 起工                                              | 1909年 |
| 進水                                              | 1910年3月12日 |
| 就役                                              | 1911年9月1日 |
| 退役                                              | 1952年8月1日 |
| その後                                            | 博物館船として公開 |
| 除籍                                              | 1952年 |
| 性能諸元                                          | |
| 排水量                                            | 常備：9,832 トン 満載：10,100 トン |
| 全長                                              | 140.5 m 水線長：130 m |
| 全幅                                              | 22.2 m |
| 吃水                                              | 7.18 m |
| 機関                                              | ベルヴィール式石炭・重油混焼水管缶22基 +直立型四気筒三段膨張式レシプロ機関2基2軸推進 |
| 最大 出力                                         | 20,000 hp |
| 最大 速力                                         | 23.0 ノット |
| 航続 距離                                         | 12 ノット/2,672 海里 |
| 搭載 燃料                                         | 石炭：1,560 トン 重油：70 トン |
| 乗員                                              | 684名 |
| 兵装（就役時）                                    | アームストロング Mark X 23.4 cm（47口径）連装速射砲2基 アームストロング 19.1 cm（45口径）連装速射砲4基 アームストロング 7.62 cm（40口径）単装速射砲16基 オチキス 4.7cm（43口径）単装機砲2基 45 cm水中魚雷発射管単装3基                                                        |
| 兵装（1927年時）                                  | アームストロング Mark X 23.4 cm（47口径）連装速射砲2基 アームストロング 19.1 cm（45口径）連装速射砲4基 アームストロング 7.62 cm（40口径）単装速射砲8基 アームストロング Marks III 7.62cm（45口径）単装高角砲4基 ヴィッカース 4cm（39口径）単装ポンポン砲4基                   |
| 装甲                                              | 舷側： 200 mm（水線面上部主装甲）、80 mm（艦首尾部） 甲板： 51 mm（主甲板） 主砲塔： 160 mm（前盾）、140 mm（側盾）、140 mm（後盾）、- mm（天蓋） 副砲塔： 170 mm（前盾）、- mm（側盾）、- mm（後盾）、- mm（天蓋） バーベット部： 190 mm（最大厚） 司令塔： 180 mm（最大厚） |

イェロギオフ・アヴェロフ (英語: Georgios Averof) はギリシャ海軍の装甲巡洋艦。第一次世界大戦前にギリシャ王国がイタリア王国から購入した大型艦。
ピサ級巡洋艦の準同型艦である。艦名は、本艦の購入代金のうち1/3を寄付したギリシャの大富豪ジョージ・アヴェロフにちなむ。
本艦は1911年の就役から現代まで現存する唯一の装甲巡洋艦である。ギリシャでは、その活躍から敬意を持って、「戦艦」(θωρηκτό) と通称されている。なお、イェロギオフ・アヴェロフは日本語での慣用で、ギリシャ語名はイェオールイオス・アヴェローフ (ギリシア語: Γεώργιος Αβέρωφ) である。特に、名前の部分が「フ」ではなく「ス」である点に注意。

## 艦形

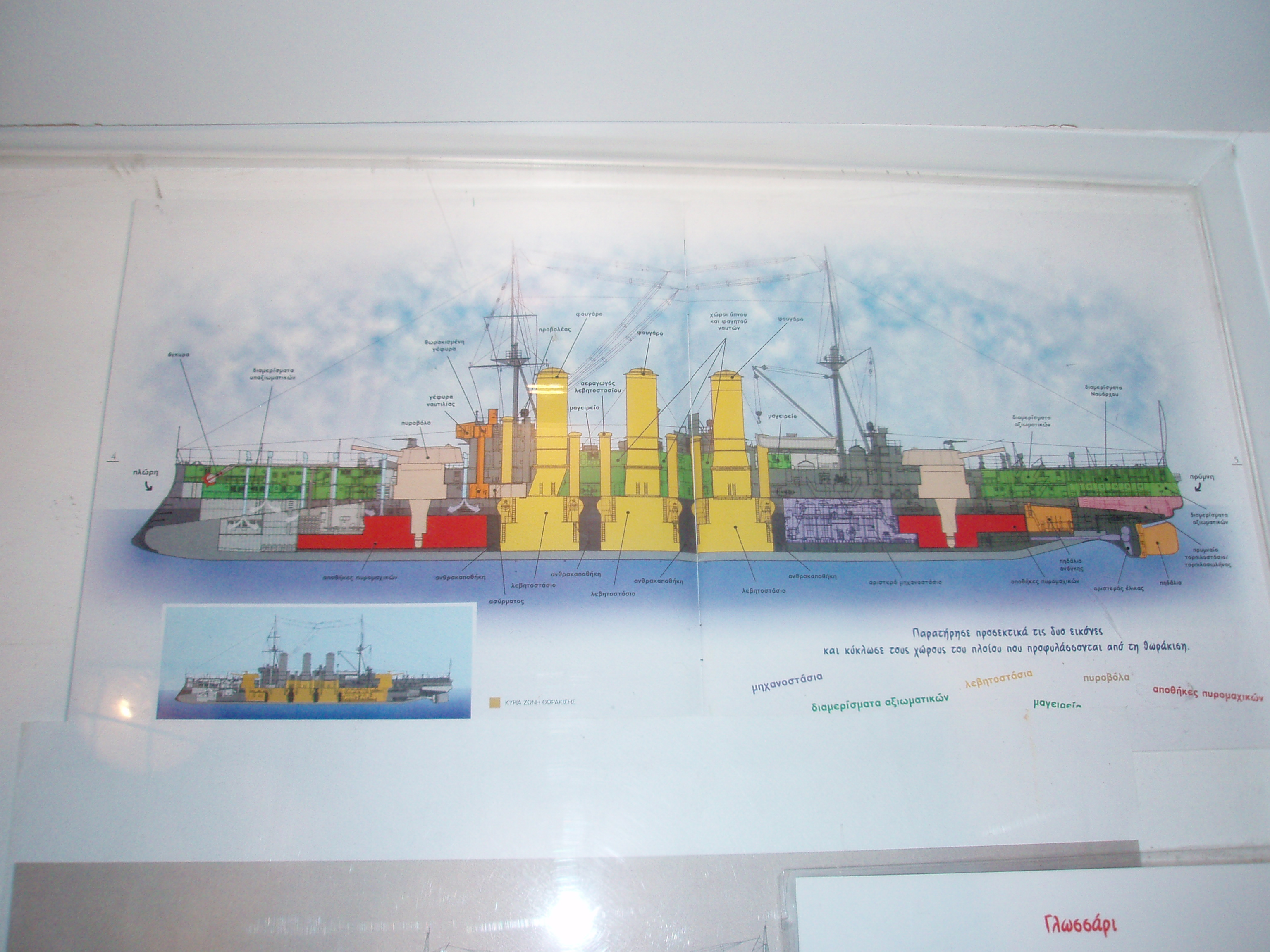
竣工当時の本艦の艦内配置を描いた画。

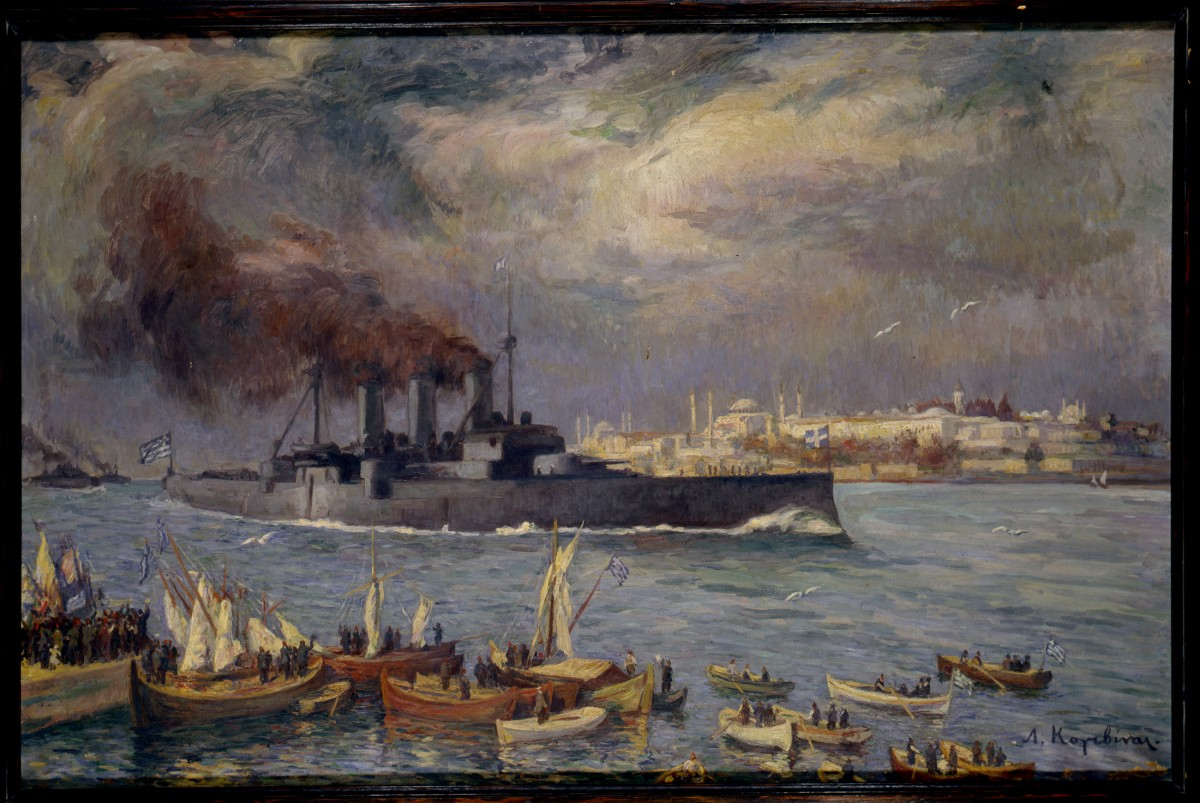
竣工当時の本艦を描いた絵画。

本艦の基本設計はイタリア海軍のピサ級巡洋艦と同一である。同年代の前弩級戦艦レジナ・エレナ級の砲装備を小型化し、装甲を減じた代わりに速力を2ノット増加した艦として、設計士官ジュゼッペ・オルランドの手によりスマートにまとめられた。オリジナルと異なるのは本艦の主砲はイタリア製の「25.4 cm（45口径）速射砲」ではなく、イギリスより「Mark X 23.4 cm（47口径）砲」を購入した点が「ピサ級」とは異なる。この砲は楕円筒形状の連装式の砲塔に搭載された。
船体は典型的な平甲板型船体で、艦首から構造を記述すると、艦首水面下には未だ衝角（ラム）が付いている。艦首甲板上に1番主砲塔があり、その背後に司令塔を組み込んだ艦橋の背後に三脚式の前檣が立つ。船体中央部には等間隔に並んだ3本煙突が立ち、煙突を挟み込むようにして舷側甲板上に、「19.1 cm（45口径）速射砲」を収めた楕円筒形状の連装砲塔が背中合わせで片舷2基ずつ計4基を配置された。煙突の背後か艦載艇置き場となっており、これらは2番煙突を基部として片舷1基ずつ計2基のボート・クレーンと三脚式の後檣の基部に1基付いたボート・ダビッドにより運用された。後檣の背後に後部見張り所が設けられ、そこから一段下がった後部甲板上に2番主砲塔が後向きで1基配置された。

## 武装

### 主砲

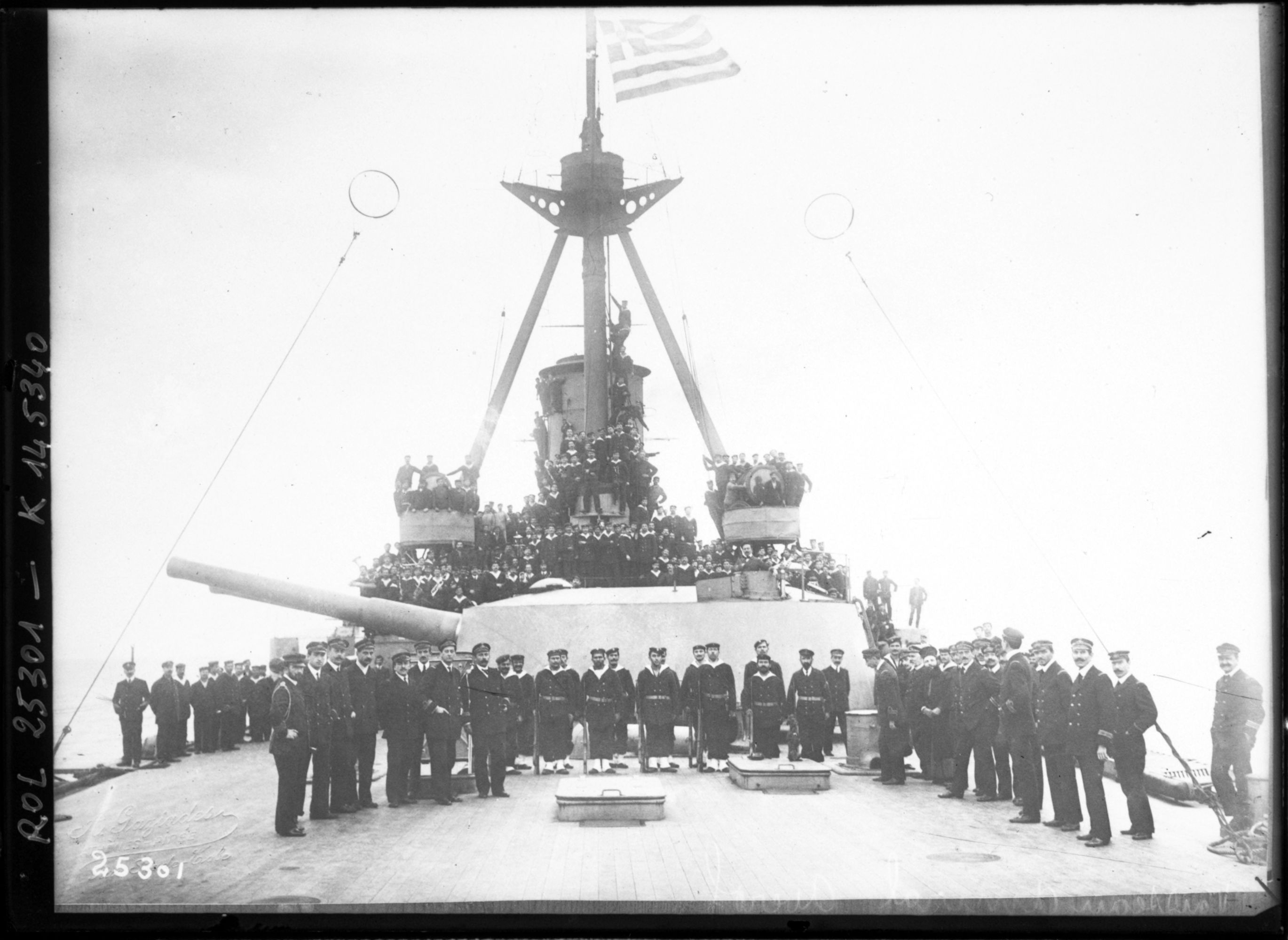
フランス通信社により撮られた本艦のクルー。後部甲板上の23.4cm連装砲塔は左舷へ指向している。

前述通りに本艦の主砲はオリジナルの25.4cm砲ではなく、同世代のイギリス海軍で多く使われた「Mark X 23.4cm（47口径）砲」を採用した。この砲は準弩級戦艦「キング・エドワード7世」の副砲や装甲巡洋艦「ドレイク級」、「クレッシー級」、「デューク・オブ・エジンバラ級」、「ウォーリア級」の主砲として使われた砲である。その性能は重量172.4kgの砲弾を最大仰角15度で14,170 mまで届かせることが可能であり、射程4,160 mで鉄製装甲23.4cmを、射程5,480 mでKC鋼製装甲19.6cmを貫通できた。この砲をイギリス式の連装砲塔に収めた。砲塔の旋回角度は船体首尾線方向を0度として左右142度の広い旋回角度を持ち、砲身の俯仰能力は仰角15度・俯角5度である。主砲身の俯仰、砲塔の旋回、砲弾の揚弾・装填は主に電力で行われ、補助に人力を必要とした。発射速度は毎分3～4発である。

### 副砲、その他備砲

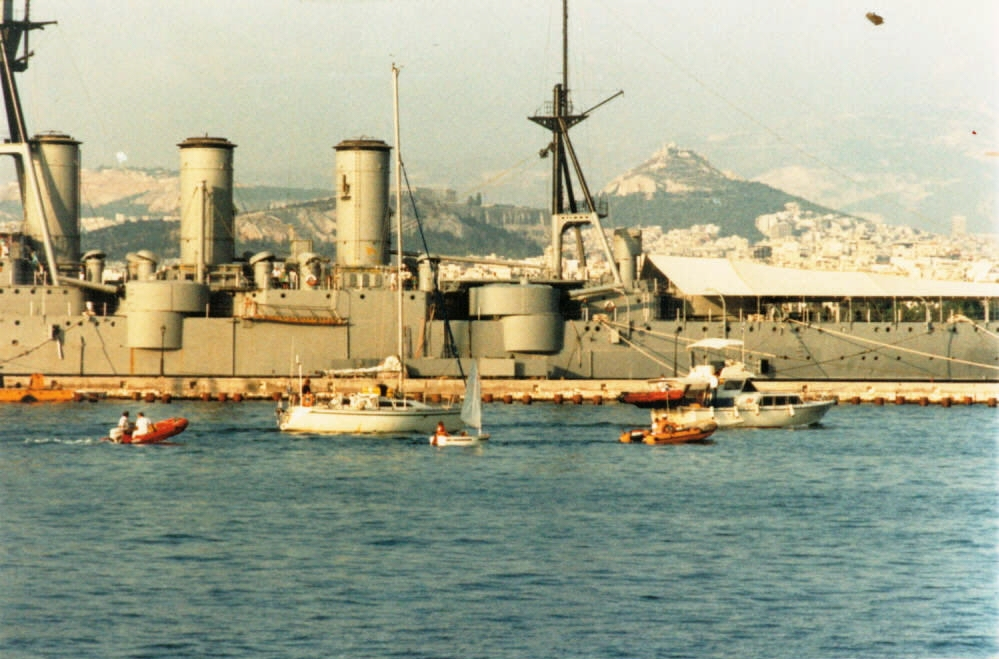
1989年に撮られた記念艦となった本艦の写真。副砲塔の形状が良く判る。後部三脚マストは1937年の近代化改装時に就役時よりも小型化された。煙突の周囲のキノコ状のものは通風筒。

副砲は破壊力を重視してオリジナル通りの「1908年型 19 cm（45口径）速射砲」を採用した。その性能は重量90.9kgの砲弾を最大仰角25度では射程22,000 mまで届かせるという主砲を超える大射程を持っており、これを連装砲塔に収めた。俯仰能力は仰角25度・俯角5度である、旋回角度は船体首尾線方向を0度として160度の広い旋回角度を持つ。砲身の俯仰・砲塔の旋回・砲弾の揚弾・装填は主に電力で行われ、補助に人力を必要とした。発射速度は毎分2.6発である。
その他に対水雷艇用に「アームストロング 7.62 cm（40口径）速射砲」を単装砲架で舷側ケースメイト配置で片舷8基ずつの計16基16門、オチキス社製「47 mm（43口径）機砲」を単装砲架で2基2門。対艦攻撃用に45 cm水中魚雷発射管を単装で艦首に1門、舷側に片舷1門ずつ2門の計3門を装備した。

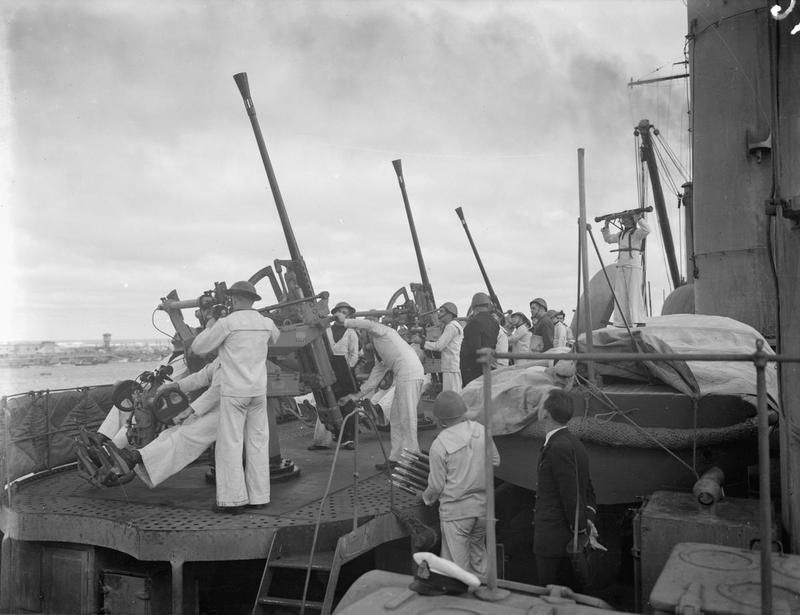
1943年にポートサイドで撮られた本艦。副砲塔のあいだに設けられた対空機銃座で「エリコン 20mm（76口径）機銃」の操砲訓練時の写真。

就役後の1910年代に対空火器としてアームストロング社製の「7.6cm（40口径）高角砲」が単装砲架で1基が搭載された。第一次世界大戦後の1925年から1927年にかけてフランスで近代化改装が行われた際に、対空火器は「Mk III  7.6cm（40口径）高角砲」を単装砲架で4基と近接火器としてヴィッカース 4cm（39口径）単装ポンポン砲4基が搭載されたが1930年代に4cm単装ポンポン砲1基が追加され5基となった。第二次世界大戦中に全ての4cm単装ポンポン砲が撤去され、代わりに「エリコン 20mm（76口径）機銃」が単装砲架で6基に更新された。

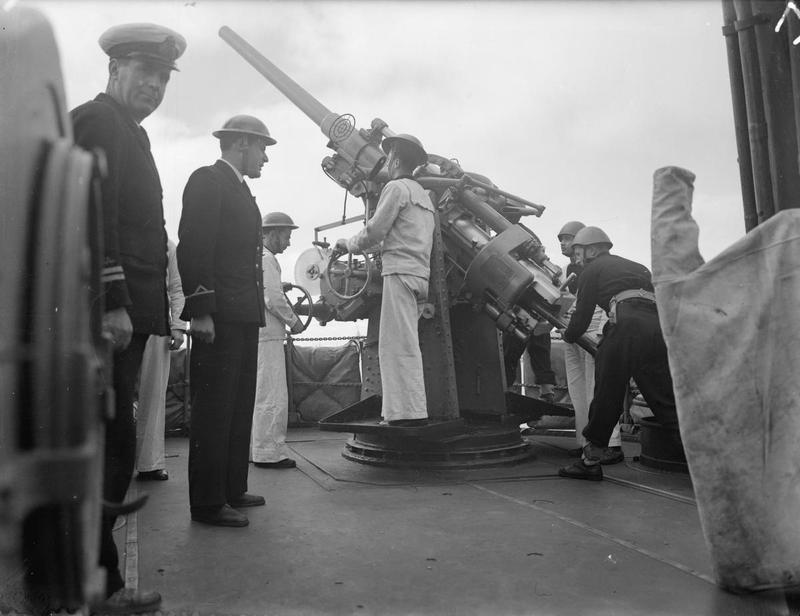
7.6cm単装高角砲を扱う砲員
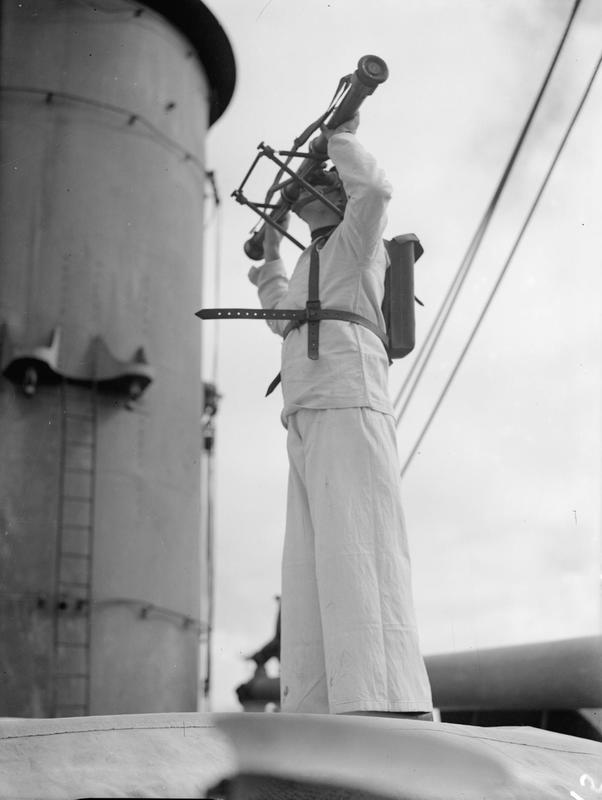
対空測距儀を扱う水兵
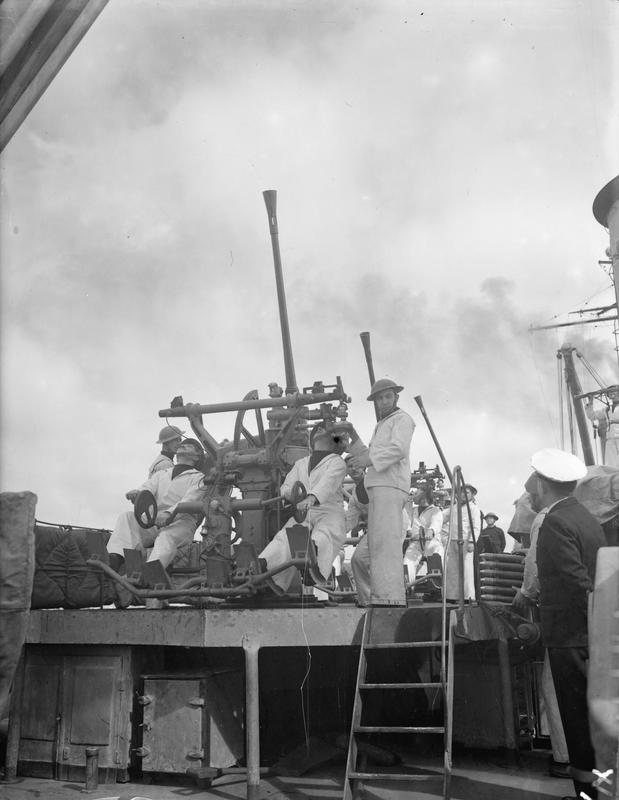

## 機関
本艦の主ボイラーはフランスで開発され各国に採用されたベルヴィール式石炭・重油混焼水管缶22基に、推進機関として直立型四気筒三段膨張式レシプロ機関2基を組み合わせ、2軸推進で最大出力20,000 馬力で公試において速力23.9 ノットを発揮した。これにより速力22.0ノット、燃料消費量から速力12ノットでの航続距離は2,672海里と算出された。
イタリアで建造された装甲巡洋艦の航続距離は他国装甲巡洋艦に比べて短いのが特徴であるが、これは地中海での行動を念頭において設計されたイタリア装甲巡洋艦の特徴であり、同じく地中海で行動するギリシャ海軍では短い航続距離は特に問題ではなかった。

## 防御

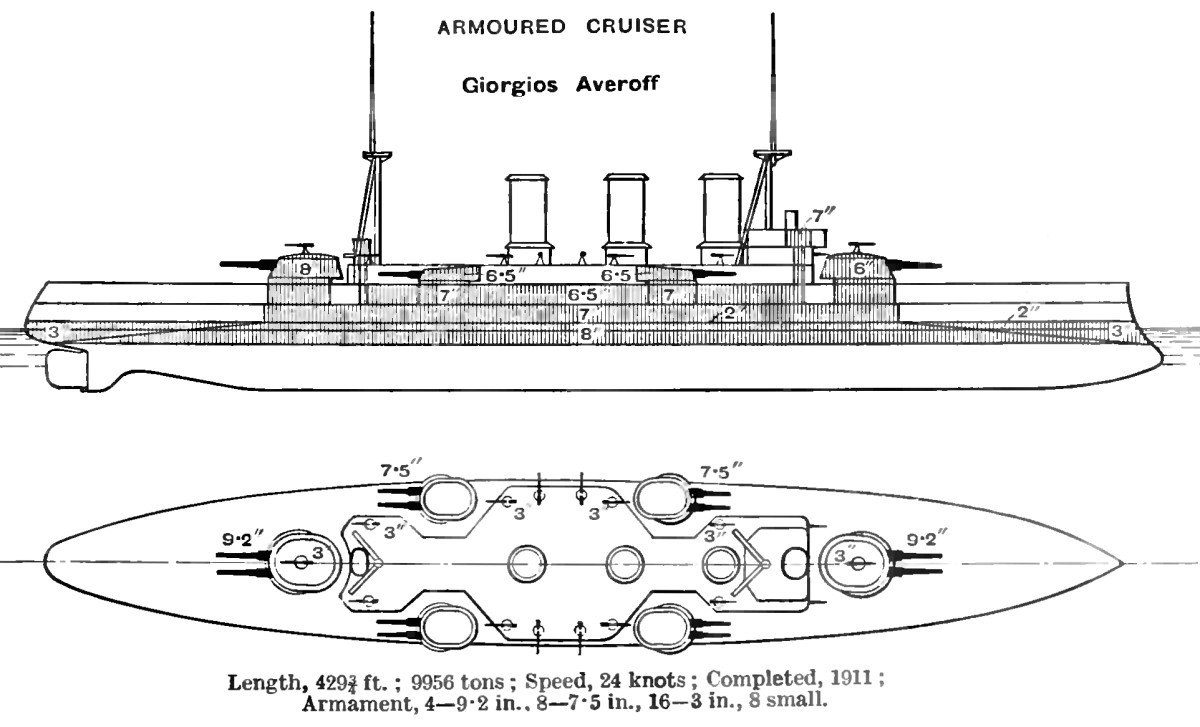
1923年の本艦の武装・装甲配置を示した図。

水線部には高さ3.5ｍを防御する80mmから200mmの装甲が張られ、船体中央部の舷側装甲は副砲塔の基部までを覆い、厚さ175～180の装甲が張られた。主甲板の防御は51ｍｍで、その上の主砲塔は前盾が160mm、側面は140mm装甲で防御されていた。
本艦の防御装甲は同世代の装甲巡洋艦に比べ、1万トン台という排水量を考えれば強固であり、舷側装甲厚200 mmという値は各国の艦と比較すれば、イギリス艦の152 mm、ドイツ・フランス艦の170～180 mmを上回っていた。唯一比肩するのが大日本帝国海軍の筑波型巡洋戦艦（竣工時は装甲巡洋艦に属していた）の203 mmであった｡

## 艦歴

### 購入までの経緯
ギリシャ独立戦争を経て1829年に英・仏・露の介入によりオスマン帝国より独立したギリシャ王国は、エーゲ海を挟んで東に対峙するオスマン帝国と厳しい緊張関係が続いていた。列強による強弱取り混ぜた介入政策によりオスマン帝国は弱体化したといっても、建国まもないギリシャ王国には依然として強大な敵であった。ギリシャ海軍は少ない予算から1885年にノルデンフェルトの潜航艇第一号を購入したり、フランスに海防戦艦イドラ級3隻を発注したりと、着実にオスマン帝国海軍への対抗力をつけていた（ギリシャ海軍の歴史）。だが、オスマン帝国海軍には依然として近代化改装済みの装甲艦6隻と新型装甲艦1隻、蒸気フリゲート8隻が作戦行動可能なレベルに整備されており、1892年にはコンスタンティノープルで戦艦アブデュル・カーディル (Abdülkadir) の建造も始めた。ギリシャの海軍力は、オスマン帝国海軍に対して優勢とは言いがたかった。
その頃、地中海世界で躍進を続けるイタリア王国が装甲巡洋艦ジュゼッペ・ガリバルディ級の改良型艦を建造すると発表した。既にガリバルディ級は8隻が建造されたが、イタリア海軍に渡ったのは3隻だけで、残りは1隻がスペインに、4隻がアルゼンチンに売却された。2隻は大日本帝国海軍に売却されて春日型装甲巡洋艦（春日、日進）となり、1905年の日露戦争で活躍した。イタリア海軍に納入された艦は、1912年の伊土戦争でオスマン帝国海軍のアヴニッラー級装甲艦アヴニッラーを撃破した実績もあった（ベイルート海戦）。
オスマン海軍への対抗打に欠けていたギリシャ海軍は、イタリアから最新型の装甲巡洋艦を発注することとした。しかし、建国まもないギリシャにとって一隻数十万英ポンドもの大金を用意するのは並大抵の事ではなかった。そこへ、ギリシャを代表する海商王イェオルギオス・アヴェロフが海軍に数十万ポンドものの大金を寄付した。アヴェロフは愛国心溢れる富豪であり、1896年にアテネで開催された第1回近代オリンピックにおいて、競技を行う主競技場の建築代金 580,000ドラクマを肩代わりするという、歴史に残る偉業を遺した人物である。そのアヴェロフの献金により不足していた購入代金の1/3を補うことができた事を記念して、ギリシャ海軍で初の排水量1万トンを超える大軍艦の名に「イェロギオフ・アヴェロフ」を冠したのである。
ギシリャが本艦を購入したことで、オスマン帝国との建艦競争に拍車がかかった。
最終的にオスマン帝国はイギリスに戦艦レシャディエ（英戦艦エリン）とスルタン・オスマン1世（英戦艦エジンコート）を発注するに至った。
ところが第一次世界大戦勃発に伴い2隻ともイギリスに接収されて届かず、ドイツ帝国から巡洋戦艦ゲーベン (Goeben) を購入してヤウズ・スルタン・セリム (Yavuz Sultan Selim) と改名、長期にわたり運用した。

### 竣工からバルカン戦争終結まで

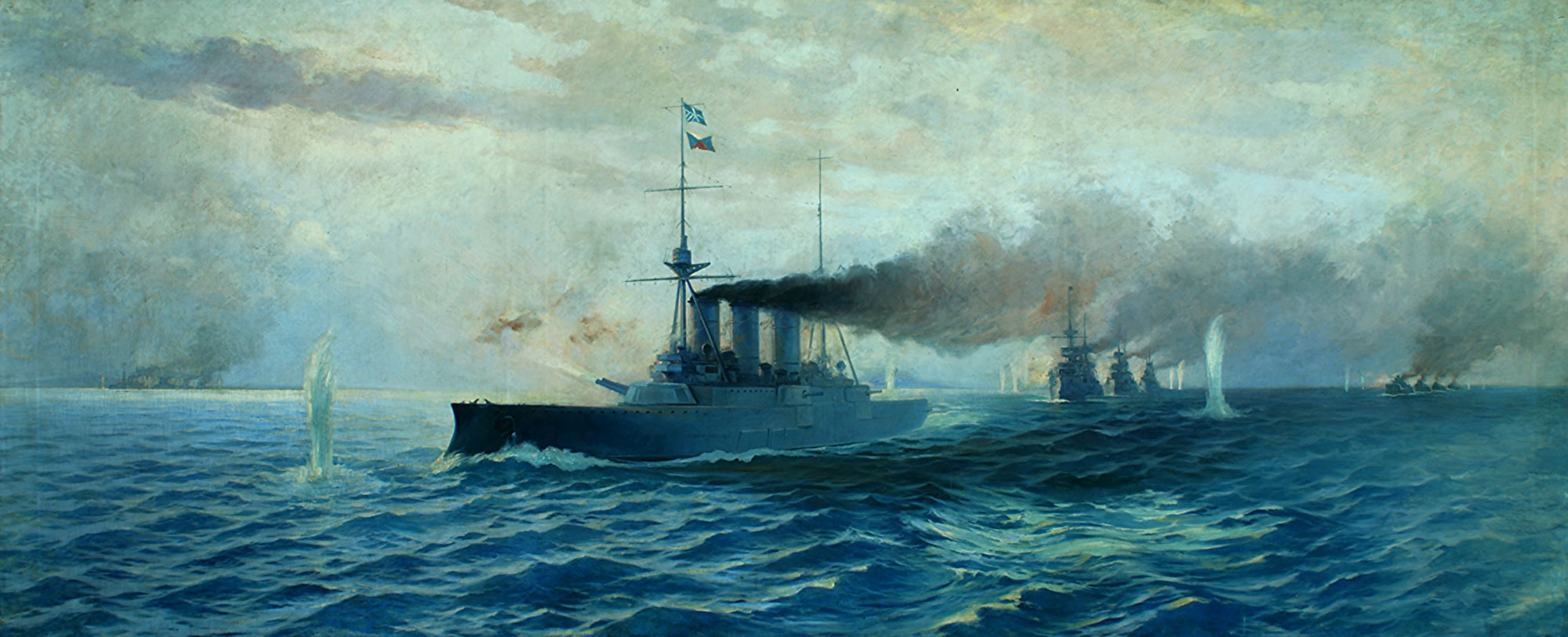
エリの海戦を描いた絵画。Z旗を掲げる左側が本艦、右側の3隻がイドラ級である。

本艦は1909年にイタリアの大手造船会社オルランド社がリヴォリノ造船所にて輸出用に建造中していたピサ級装甲巡洋艦「仮称名 "X"」を、同年にギリシャが30万英ポンドで購入し、1910年3月12日に進水式を行い、翌1911年5月16日に竣工してギリシャへと引き渡したものである。就役後はギリシャ海軍の旗艦として艦隊の中核を成した。同年6月24日、大英帝国皇帝ジョージ5世の戴冠記念観艦式が開催される。本艦と共に、ドイツ帝国海軍の巡洋戦艦フォン・デア・タン (SMS Von der Tann) 、日本海軍の巡洋戦艦鞍馬や防護巡洋艦利根、オスマン帝国海軍の防護巡洋艦ハミディイェ (Hamidiye) など諸外国の艦艇も参列した。
オスマン帝国は本艦（ピサ級装甲巡）に脅威を感じた。列強各国より大型艦を輸入しようと運動を開始、大日本帝国にも珍田在ドイツ日本大使を通じて巡洋戦艦の購入を打診している。この時はドイツ帝国より前弩級戦艦のブランデンブルク級戦艦2隻を購入し、トゥルグート・レイス級装甲艦となった。
一方、最新鋭の装甲巡洋艦であった本艦は、1912年10月17日に生起したバルカン戦争において、海防戦艦イドラ級3隻と駆逐艦14隻を率いてオスマン海軍と激しく戦った。同月18日から20日にかけてダーダネルス海峡封鎖を狙ってレムノス島占領作戦を成功に導いた。1912年12月16日にオスマン帝国海軍によるギリシャ反攻作戦が開始され、オスマン帝国艦隊がダーダネルス海峡の突破を試みる。オスマン帝国艦隊は、ドイツ製装甲艦2隻（トゥルグート・レイス、バルバロス・ヘイレッディン）、装甲艦アサル・テヴフィク (Asar-ı Tevfik) 、防護巡洋艦メジディイェ (Mecidiye) と駆逐艦4隻という編成であった。これに対し、ギリシャ艦隊は旗艦アヴェロフとイドラ級海防戦艦3隻と駆逐艦4隻を率いて邀撃した。
オスマン帝国艦隊は岸から充分に離れてから90度回頭した。これに対し、アヴェロフに座乗するコンドリオティス少将は「単独行動」の合図としてZ旗を掲げ、本艦と優速な艦のみを率いて20ノットを下命、付いてこれない艦は自由行動とした。アヴェロフを旗艦とした高速艦隊は縦列陣を、装甲艦3隻は横列陣を採り前進する。オスマン帝国艦隊は9,000 mから射撃を開始したものの、重装甲なフランス製海防戦艦に戸惑っている内にアヴェロフに回り込まれて両方から砲弾を撃ち込まれる体たらくであった。慌てたオスマン艦隊の指揮官はダーダネルスへの撤退を命じた。
しかし、艦隊は混乱に満ち満ちており、個々が互いに進行方向を妨害する始末で、オスマン装甲艦は敵艦への射線上に友軍の艦が入り込むのでオスマン艦隊は反撃を中断。その隙を突かれバルバロス・ヘイレッディンの艦後部に立て続けに砲弾が命中、機関室や石炭庫で火災が発生し中破した。トゥルグート・レイスとメジディイェにも命中弾が出たが、こちらは大した損傷は出なかった。混乱するオスマン艦隊で戦果と呼べるものはメジディイェがギリシャ駆逐艦イェラクスに60発以上の120 mm砲弾を発射して追い払ったのが戦果らしい戦果だった。オスマン艦隊は我先へとダーダネルス海峡に逃げ込み、10時30分に戦闘は終了した。
オスマン帝国艦隊はこの時に大小合わせて800発もの砲弾を発射したが、大口径砲弾の命中は唯一3,000 mまで近づいたアヴェロフに命中弾1発を出しただけで、それさえも強固な舷側装甲に弾かれた。むしろ小口径弾の方が命中弾が多く、アヴェロフに十数発の命中が確認され、1人戦死、7名が負傷した。他にイドラとスペツェスに命中弾が出たが、両方合わせて1名が重傷を負ったに過ぎない。なおプサラは無傷であった。ギリシャ艦隊の圧勝で終わったこの海戦は「エリの海戦（en:Battle of Elli）」として戦史に残り、その名は1914年に中華民国経由でアメリカ合衆国より購入した肇和級3番艦の軽巡エリ (Έλλη) 、同艦がイタリア潜水艦に沈められたあと賠償艦としてイタリア共和国から入手した傭兵隊長型軽巡「エリ」に引き継がれた。

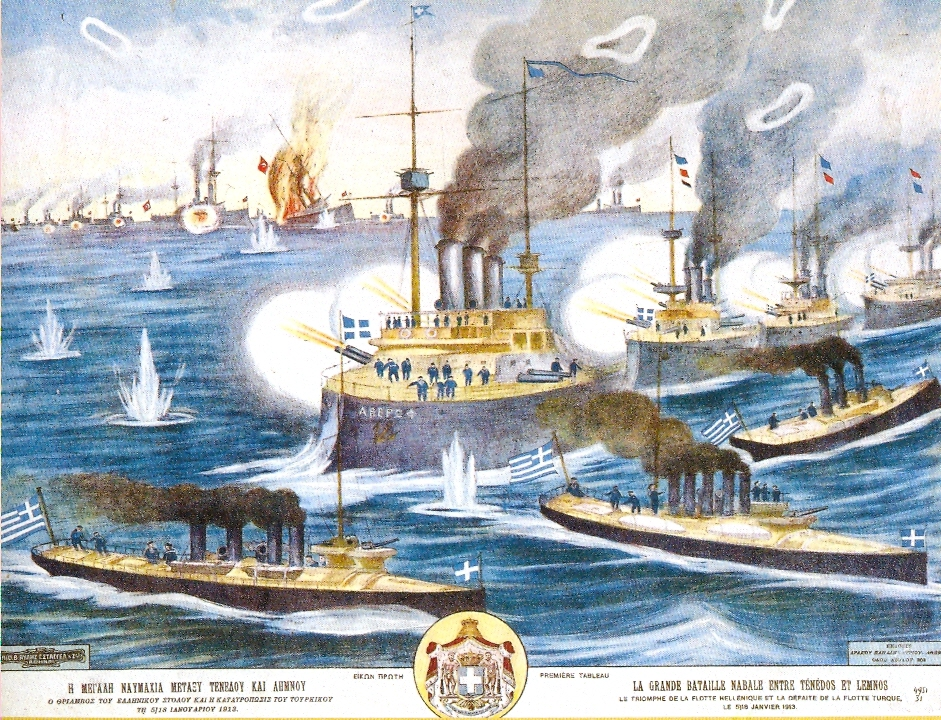
レムノスの海戦を描いた絵画。中央が本艦、右側の3隻がイドラ級、左奥がオスマン艦隊である。

1913年には、先の海戦の影響で左遷させられた前任者に代わり、ラムシ・ベイ大佐がオスマン艦隊を率いており、主力艦4隻と駆逐艦13隻からなる艦隊が再びダーダネルス海峡を渡った。しかし、オスマン帝国艦隊がレムノス島まで13マイルまでに近づいたとき、ギリシャ艦隊が出撃してきた。アヴェロフの存在を確認したオスマン艦隊司令は退却を下命。しかし、コンドリオティス司令はこれを追撃、長距離砲撃戦が始まり、徐々に距離を詰めながら砲戦は継続され、約2時間はアヴェロフは5,000 mにまで接近し、トルコ艦隊に何度も命中弾を出した。砲撃を受けたバルバロス・ヘイレッディンとトゥルグド・ルイスは激しく炎上したが、さすがに前弩級戦艦であり、ダーダネルス要塞の射程まで逃げ込んで難を逃れた。しかし、バルバロス・ヘイレッディンは2番主砲塔が使用不能となり、同じくトゥルグート・レイスも砲塔1基が破壊された。装甲艦アサル・テヴフィクは大破した。

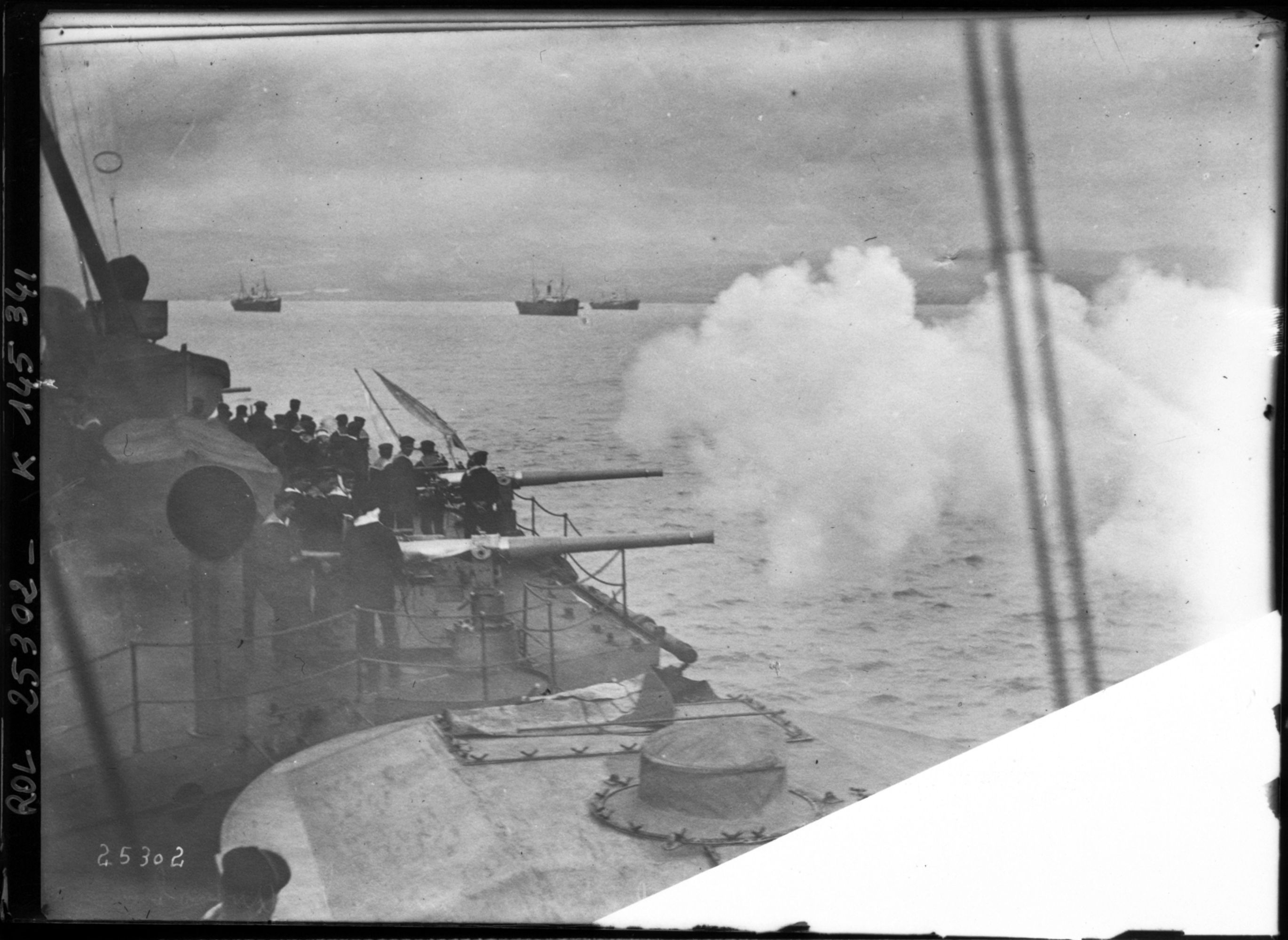
フランス通信社により撮られたバルカン戦争時に艦砲射撃を実施中の本艦

今回もオスマン帝国艦隊は大小砲弾合わせて800発を放ったが、人的被害はギリシャ艦隊全体で1名が運悪く重傷を負っただけであった。旗艦アヴェロフに命中した砲弾は戦闘能力を奪う損傷は与えていなかった。一方でオスマン帝国艦隊は戦艦2隻が中破、装甲艦1隻大破で、人的被害は31名戦死、負傷者は82名を数えた。今回もギリシャ艦隊の大勝利に終わり、この海戦は「レムノスの海戦（Naval Battle of Lemnos）」として戦史に残り、その名はギリシャがエリに引き続きアメリカより準弩級戦艦ミシシッピ級2隻（1908年竣工艦）を購入し、海防戦艦キルキス級戦艦2番艦レムノスとして名が残った。
バルカン戦争においてギリシャ艦隊の中核として戦闘のみならず、輸送作戦に従事した本艦は大きな損傷を受けることなく戦後を迎えた。ギリシャは更に強力な大型艦を求めてドイツ帝国に戦艦サラミス (Σαλαμίς) を、フランスにプロヴァンス級戦艦の輸出仕様（ヴァシレフス・コンスタンチノス）を注文した。またブラジル海軍向けにイギリスで建造されていた12インチ連装砲塔七基を持つ弩級戦艦リオデジャネイロを買収しようとしたが失敗し、オスマン帝国に先を越されてしまった（後日、イギリス海軍が接収してエジンコートとなる）。ギリシャはアメリカ合衆国の前弩級戦艦ミシシッピ級2隻を購入し、キルキス級戦艦2隻（キルキス、レムノス）と改名した。ドイツとフランスに注文した新型戦艦は未完成に終わったので、ギリシャにとってイェロギオフ・アヴェロフは3番目の大型艦であった。

### 第一次世界大戦から記念艦となるまで

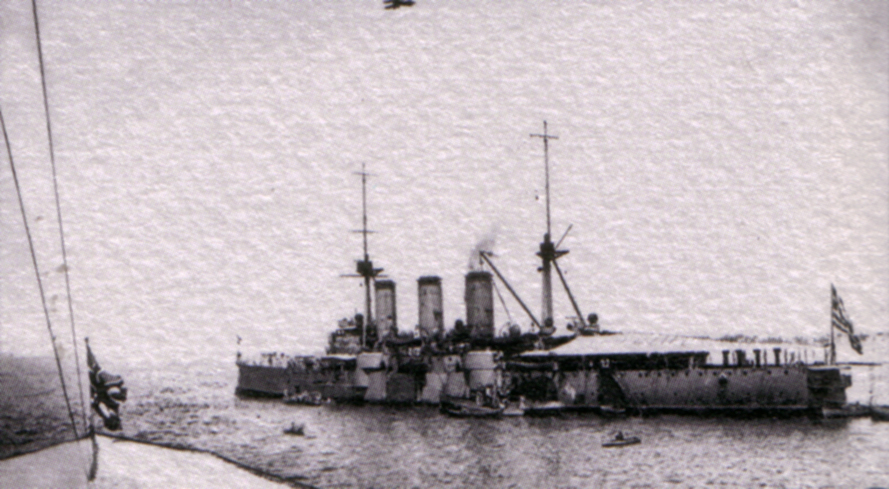
第1次大戦時のアヴェロフ。

第一次世界大戦開戦時、ギリシャ王国は中立を宣言した。連合国は納得せず、ギリシャ海軍はフランス海軍の管理下に置かれた。フランスによって整備されたアヴェロフ以下ギリシャ艦隊は、ギリシャ参戦後の輸送作戦で海上護衛に従事した。同大戦後の希土戦争 (1919年-1922年)において、本艦は黒海のトルコ領を艦砲射撃する作戦に従事し、ギリシャ陸軍を支援した。しかし、トルコ軍の攻勢に戦線が維持できなくなってからは、本艦を含むギリシャ艦隊はイズミルからギリシャ本国へ脱出する避難民を乗せた船団を護衛する任務に就いた。

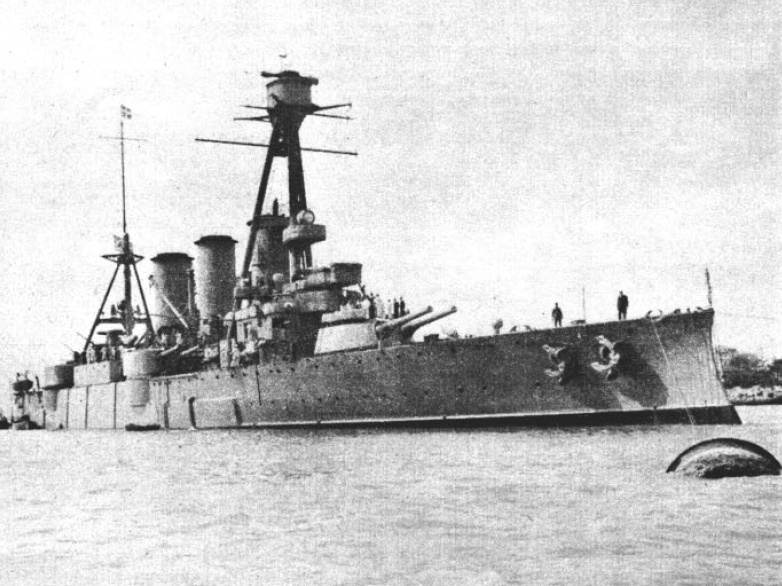
1940年時のアヴェロフ。1927年の近代化改装からほぼ変わりは無い姿である

その活躍もあり、1925年から1927年にかけてフランスで近代化改装が行われ、簡素な三脚式マストは前後同じ高さであったが、艦橋の基部を大型化したのに伴い、前部マストのみ大型で強固な物と更新され、頂上部にフランス式射撃方位盤を収めた円筒形の方位盤室と「X」字状の信号ヤードが設けられて現代の姿に近くなっている。武装関連では旧態化した魚雷発射管を全撤去し、水雷艇迎撃用の7.62 cm（40口径）速射砲の搭載数を8基に半減し、浮いた重量で7.62cm単装高角砲4基や各種対空火器を増備した。また、老朽化した機関を換装して近代化改装を終えた本艦は再びギリシャ艦隊の中核としてエーゲ海で活発な活動を行った。

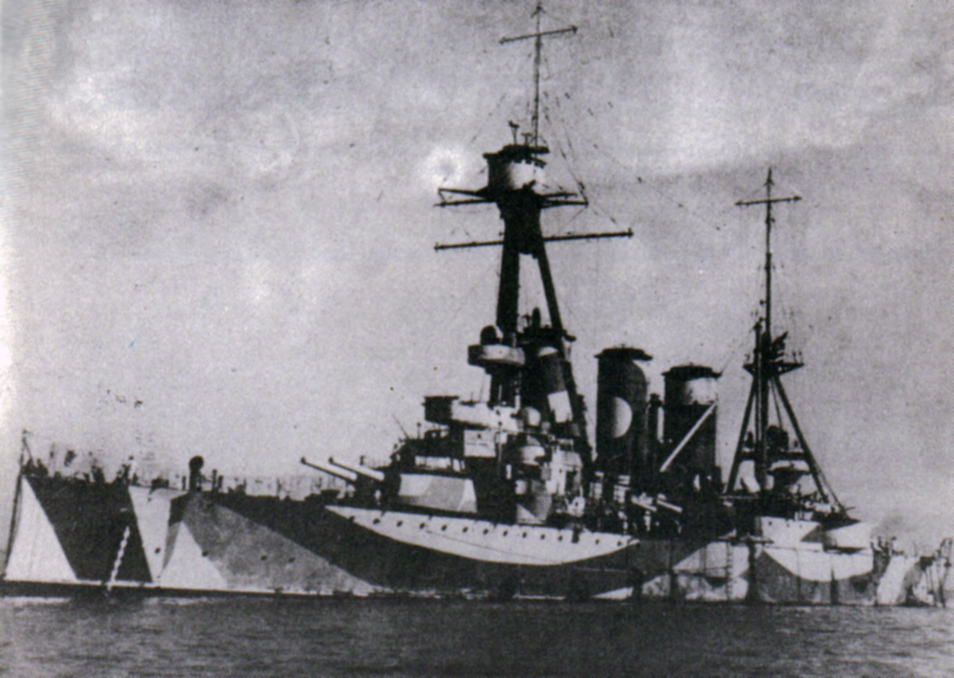
第2次大戦時のアヴェロフ。迷彩が施されている。

オスマン帝国にはゲーベン追跡戦によりドイツ帝国海軍より購入した巡洋戦艦ゲーベン（ヤウズ・スルタン・セリム）があったが同艦は1918年10月から1923年まで連合軍に抑留されており、トルコ共和国に返還後も連合軍の眼が光っており、ダーダネルス海峡から出ようとしなかったので問題は無かった。だが地中海は相変わらず不安定だった。海軍休日時代、ギリシャの脅威は本艦を建造したイタリア王国と同国海軍、すなわち高性能巡洋艦を多数保有し、弩級戦艦（カブール級、ドゥイリオ級）すら高速戦艦に改造しつつあったイタリア王立海軍 (Regia Marina) になっていた（未回収のイタリア、コルフ島事件、アビジニア危機と第二次エチオピア戦争など）。1937年、本艦はギリシャ政府の代表を乗せてイギリスに赴き、5月20日のジョージ6世戴冠記念観艦式に参加した。この戴冠記念観艦式にイタリア海軍は参加していない。

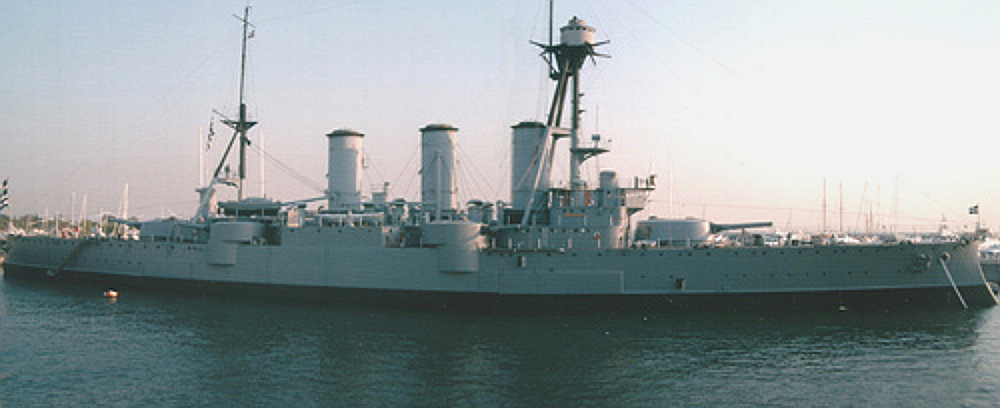
2005年に撮影されたアヴェロフ。

1939年9月に第二次世界大戦が勃発し、1940年6月10日にはイタリア王国が枢軸陣営として参戦、地中海攻防戦が始まる。ギリシャは中立を守っていたが、地中海戦線はバルカン半島にも拡大しつつあった。8月10日には、宣戦布告前にも拘らずイタリア王立海軍の潜水艦デルフィーノにより、ギリシャ軽巡エリが撃沈された。
10月28日にイタリア王国がギリシャ侵攻を開始してギリシャ・イタリア戦争が始まった（バルカン戦線）。
1941年4月、ギリシャに対するドイツの侵攻により、連合国は敗北する（ギリシャの戦い）。前線崩壊後、ギリシャ海軍はドイツ軍に鹵獲されるのを防ぐために自沈を要求したが、本艦（イタリア建造艦）の乗組員は命令に背いてクレタ島スーダ湾（en:Souda）に向けて出航した。制空権を握る枢軸空軍（ドイツ空軍、イタリア空軍）の脅威下、4月23日にクレタ島へ到着した。枢軸陣営はクレタ島侵攻を準備しており、本艦は空挺作戦が始まる前にクレタ島を脱出する。イギリス地中海艦隊の本拠地アレキサンドリアに向けて出航し、現地で連合国に組み込まれた。 1941年8月から1942年の終わりまで、本艦はインド洋のボンベイやポートサイドを基地として船団護衛任務と哨戒任務に割り当てられた。1944年10月17日に本艦は自由ギリシャ海軍の旗艦として、連合軍により解放されたアテネに凱旋した。
1947年2月10日、イタリア共和国とパリ条約および平和条約が締結され、賠償の一環として傭兵隊長型軽巡のエウジェニオ・ディ・サヴォイア (Eugenio di Savoia) が譲渡された。ギリシャ海軍は同艦を2代目のエリ (Έλλη) と命名し、1951年から1964年にかけてギリシャ艦隊旗艦とする。アヴェロフは1952年に除籍されるまで艦隊本部として使用された。本艦は1956年から1983年にかけてサラミスにあり、1984年から1986年にかけて記念艦へと改装されて現在もピレウス港にて公開中である。

### 注
1. ↑  ゲオルギオス・アヴェロフと表記した文献もある[2]。
2. ↑  (1910年／明治43年7月1日、珍田在ドイツ日本大使報告より抜粋)[3](宛略)今般希臘國カ伊國ニ於テ建造中ナル軍艦Pisaヲ買受ケタルハ正シク土耳古國ニ對シ禍心ヲ包藏スルノ確證ナレハ此ノ形勢ニ放住セハ土希ノ間戰爭ノ避クヘカラサルハ明ナリ(以下略)
3. ↑  武装巡洋艦アヴエロツフ(一九一〇年三月進水)[4]　排水量九四五〇噸、時速二二節半。伊太利の同種艦ピサの姉妹艦。三六吋探照燈二基を有す。
4. ↑  1番艦イドラ (Ύδρα) は1887年起工、2番艦スペツァイ (Σπέτσαι) は1887年起工、3番艦プサラ (Ψαρά) は1888年起工、いずれも1891年～1892年に竣工した[6]。
5. ↑  ○希土兩國ノ軍備現況(大正三年六月十九日附報告)[10]　最近希土關係ハ著シク緊張シ來リタルカ兵力ノ優劣ハ形勢ノ推移ニ重大ナル關係ヲ有スルヲ以テ左ニ兩國陸海軍軍備ノ現況一班ヲ叙述セントス　一、希國海軍　希國海軍ノ製艦計畫ニ據ルニ未成戰闘艦(又ハ戰闘巡洋艦)三隻中第一「サラミ―」號ハ昨年中獨逸「ステッチン」ニ於テ第二ハ本月六月十二日佛國「セント、ナザール」ニ於テ何レモ建造ニ着手シ第三ハ近ク英國ニ於テ建造セラルヽ筈ニテ右三隻ハ既成甲装巡洋艦「オーエロッフ」號ト併セテ将來同國ノ海軍ノ主力ヲ形成スルモノナリ此外既成又ハ建造中ニ係ル軍艦ノ購入ヲ盡シ伯剌西爾ノ「ドレッドノート」型戰闘艦「リオ、デ、ジャネロ」號ハ昨年十二月遂ニ土耳古ノ手ニ奪ハレタルヲ以テ當時亞爾然丁及智利ニ對シテ新造艦譲渡ヲ交渉シタルモ成ラス最近更ニ北米合衆國ヨリ其戰闘艦「アイダス」及「ミッシシッピ」ヲ買受ケントシ同國政府トノ交渉略纏リタルモ議會ノ反對ニヨリテ破レ僅ニ紐育造船會社ニ於テ支那政府ノタメニ建造シタル一巡洋艦(二千六百噸)ヲ購入シ得タルノミ(同艦ハ六月十三日希國ニ向ケ出發シタリ)
製艦計畫中ニハ更ニ三巡洋艦ヲ含ミ一隻ハ既ニ英國一「シンジケート」ニ注文セラレ他ノ二隻ニ關スル契約ノ成立亦近キニアリ何レモ英國巡洋艦Chathaur號型ニシテ速力二十五浬ヲ有スヘシ
此ノ外水雷驅逐艦十二隻、潜水艇六隻、水上飛行機十個ヲ計上シ驅逐艦中ノ四隻(三十五浬)ハ前記英國「シンジケート」ニ注文ヲ了セリ現在ノ海軍力ハ甲装巡洋艦一隻 戰闘艦三隻 水雷驅逐艦十四隻 水雷艇六隻 潜水艇二隻ニシテ現在ノ海軍力艦種其他表示スルコト次ノ如シ(以下略)
6. ↑  ○希土兩國ノ軍備現況(大正三年六月十九日附報告)[13](中略)　二、土國海軍　土國海軍ノ製艦計畫ハ希國ノ計畫程ニ大規模ナラサルモ大艦ヲ多ク含ムニ於テ之ニ優レルモノアリ即チ先ツ最大級「ドレットノート」型戰闘艦三隻ヲ算シ内一隻Reshadieh號ハ客年九月進水シテ目下武装中ニ属シ第二ハ即チ伯剌西爾政府ノタメニ英國ニ於テ建造シタル前記「リオ・デジャネロ」號ニシテ客年十二月末ヲ以テ購入目下武装中ニシテ第一ト共ニ本年中ニ竣功スヘシ亦第三ハ近ク英國Vickers會社ニ注文セラルヘシ
更ニ製艦計畫ハ輕巡洋艦二隻及水雷驅逐艦十八隻ヲ含ミ内驅逐艦十二隻ヲ佛國Normand會社ニ注文シタル外他ハ何レモ英國Armstrong-Vickers「シンジケート」ニ建造契約ヲナセリ現在海軍力ハ戰闘艦五隻 甲装巡洋艦二隻 水雷砲艦二隻 水雷驅逐艦八隻 水雷艇八隻ニシテ詳細ヲ表示スルコト次ノ如シ(以下略)
7. ↑  ヴィッカース社では最新巡洋戦艦金剛を建造中だった[19]。
8. ↑  トルコ側が希望したのは、伊吹（鞍馬型巡戦）、生駒（筑波型巡戦）に類する大型艦であったという[3]。
9. ↑  巡洋水雷艇ヘルレ(一九一三年十一月竣工)[4]　排水量二一一五噸、時速二〇節半。一九一四年に支那より購入せるもの。百十個の水雷を搭載。
10. ↑  ○La gran Revista Naval de 1937 por la Coronacion de Jorge VI記念観艦式の説明のあるページ。参加艦艇の写真がある。
11. ↑  キルキス級戦艦は2隻ともJu87 スツーカの急降下爆撃で撃沈された。